# Utidana calamaea
Utidana calamaea är en fjärilsart som beskrevs av Turner 1935. Utidana calamaea ingår i släktet Utidana och familjen plattmalar. Inga underarter finns listade i Catalogue of Life.